# Bütthard
Bütthard är en köping (Markt) i Landkreis Würzburg i Regierungsbezirk Unterfranken i förbundslandet Bayern i Tyskland.
Köpingen ingår i kommunalförbundet Giebelstadt tillsammans med köpingen Giebelstadt.